# Don Carlson
Donald Vernon « Don » Carlson, né le 22 mars 1919, à Minneapolis, dans le Minnesota, décédé le 16 octobre 2004, est un ancien joueur et entraîneur américain de basket-ball. Il évolue durant sa carrière aux postes d'arrière et d'ailier.

## Palmarès
- Champion NBL 1948
- Champion BAA 1949
- Champion NBA 1950